# César Agenjo i Cecilia
César Agenjo i Cecilia   (Santander, 6 d'abril de 1909 - Barcelona, 3 de febrer de 1998) fou un Tècnic agrícola i veterinari santanderí. Doctor en Ciències naturals i Veterinària a Madrid (1931), fou pensionat per estudiar Indústries Làcties a Suïssa, França i Itàlia. Va ser Professor agregat de llets, ous i peixos a l'Escola Superior de Veterinària de Madrid. Va guanyar les oposicions a Veterinària Militar, les de Tècnic de l'Institut de Biologia Animal (Servei de Parasitologia) i les de Cos Nacional. Dirigí la Càtedra Ambulant de la Secció d'Ensenyament del Ministeri d'Agricultura, en especial del boví i les indústries làcties. exercí d'assessor de diverses indústries làcties de Catalunya.
El 1945, va ser nomenat Cap del Servei Provincial de Sanitat Veterinària de Barcelona. El 1965, guanyà el concurs de Contrastador de Productes Biològics. Des del 1973, fou director del Laboratori de Sanitat Animal de Catalunya, fins a jubilar-se el 1979. Va publicar diverses obres tècniques: "Indústries làcties", "Ganado vacuno"', “Enciclopedia de la avicultura”, “Enciclopedia de la leche”, “Enciclopedia de la inspección veterinaria” i “Análisis de alimentos”. Va ser Membre i Medalla de Plata de l'Acadèmia Veterinària de França; Acadèmic de la Reial Acadèmia de Medicina de Catalunya, Comendador de l'Ordre del Mèrit Agrícola, Premi al llibre agrícola de l'any (1980, Lleida), personalitat muntanyesa de 1986, Santander. El 1993, li va ser concedida la Medalla al mèrit al treball Francesc Macià de la Generalitat i el 1997 va ser nomenat Acadèmic d'Honor de l'Acadèmia de Ciències Veterinàries de Catalunya. Es va casar amb Josefina Bosch Damm amb qui va tenir 5 fills.